# アマデウス (映画)
『アマデウス』（Amadeus）は、1984年に製作された映画。ブロードウェイの舞台『アマデウス』の映画化である。F・マーリー・エイブラハム演じるアントニオ・サリエリを中心として、トム・ハルス演じるヴォルフガング・アマデウス・モーツァルトの物語を描く。
映画版『アマデウス』は、アカデミー賞の作品賞、監督賞、主演男優賞、脚色賞、美術賞、衣裳デザイン賞、メイクアップ賞、録音賞の8部門を受賞した。ほかにも英国アカデミー賞4部門、ゴールデングローブ賞4部門、ロサンゼルス映画批評家協会賞4部門、日本アカデミー賞外国作品賞などを受賞している。2019年には、「文化的、歴史的、美術に重要」としてアメリカ国立フィルム登録簿に選ばれた。また、スティーヴン・ジェイ・シュナイダーの『死ぬまでに観たい映画1001本』に掲載されている。
日本での公開は1985年2月。2002年に20分のカット場面を復元し、デジタル音声の付いた「ディレクターズ・カット」も公開されている。

## あらすじ
物語は、信頼できない語り手であるアントニオ・サリエリの回想を通じて語られる。
1823年、老いた作曲家アントニオ・サリエリは自殺を試み、精神病院に収容される。サリエリは自分がヴォルフガング・アマデウス・モーツァルトを殺害したと主張する。カトリック司祭のフォーグラー神父は、サリエリに神の前で罪を告白するよう促す。若いフォーグラーがサリエリのことを知らないと分かると、サリエリは3つの古いメロディを演奏する。フォーグラーは最初の2つ（サリエリが作曲したもの）を認識できないが、3つ目（アイネ・クライネ・ナハトムジーク）をすぐに認識し、安堵する。サリエリは不機嫌そうに、それがモーツァルトの作品だと明かす。
老サリエリは告白を始め、幼少期にモーツァルトの神童ぶりを耳にした話を語る。若い頃、サリエリは音楽に魅了されていたが、父から音楽の勉強を禁じられていた。サリエリは神に、モーツァルトのような有名な音楽家にしてくれるなら、忠誠、純潔、勤勉を捧げると誓う。やがて父が死に、サリエリはこれを神が誓いを受け入れた証だと解釈する。
1774年、サリエリはウィーンの神聖ローマ皇帝ヨーゼフ2世の宮廷作曲家となる。しかし、サリエリはヨーゼフ皇帝に音楽のセンスがなく、自身の作品が後世に残らないことを自覚するほどの審美眼を持っていた。サリエリが初めてモーツァルトに会ったとき、モーツァルトが優れた作曲家だとすぐに分かるが、下品で、未熟で、放蕩な人物であることに衝撃を受ける。さらに、モーツァルトが一度も書き直さずに楽譜を完成させる能力、つまり神のインスピレーションを受けているかのような才能に驚愕する。サリエリは、なぜ神がモーツァルトのような不道徳な者を地上の道具として選んだのか理解できず、神を否定し、モーツァルトを破壊することで神に復讐することを誓う。
モーツァルトの作品は時代を先取りし過ぎて周囲に理解されず、ウィーンで仕事を得るのに苦労する。モーツァルトは浪費して借金を重ね、妻コンスタンツェを心配させる。サリエリとモーツァルトは、ヨーゼフ皇帝の趣味の悪さを共有することで絆を深めるが、同じ理由でモーツァルトはサリエリの通俗的な作品に感銘を受けず、サリエリに深い傷を与える。モーツァルトは大胆にも、風刺的な戯曲『フィガロの結婚』を喜劇オペラに翻案する。サリエリはモーツァルトのキャリアが終わると思うが、モーツァルトは皇帝を説得してプロジェクトを承認させ、サリエリを驚かせる。しかし、皇帝はオペラを退屈だと感じ、すぐに上演が取りやめになる。
その後、モーツァルトの父レオポルドが亡くなり、批判と悲しみに応えるように、モーツァルトは暗く深刻なオペラ『ドン・ジョヴァンニ』を創作する。サリエリはその作品に魅了されるが、復讐心からこのオペラも取りやめさせる。ウィーンの芸術界に失望したモーツァルトは、コンスタンツェの反対を押し切り、大衆向けの劇場で『魔笛』を制作する。『ドン・ジョヴァンニ』を5回観たサリエリは、劇中の死んだ司令官がモーツァルトの父に対する劣等感を象徴していると気づく。サリエリは神を辱める計画を立て、モーツァルトの亡父がレクイエムを依頼するために甦ったと不安定なモーツァルトに信じ込ませる。サリエリはモーツァルトを殺し、レクイエムを自分の作品として発表し、モーツァルトの葬送曲として初演することで、神に自分の栄光を認めさせようと企む。
モーツァルトは『魔笛』とレクイエムの両方を抱え過労に陥り、コンスタンツェは夫の異常な行動を恐れ、息子カールとともに家を出る。『魔笛』は成功するが、モーツァルトはレクイエムを完成させる前に倒れ、死に瀕する。計画を完遂させたいと同時に、モーツァルトの神聖な音楽をさらに聴きたいサリエリは、病床のモーツァルトにレクイエムを書き続けるよう懇願し、彼の口述を楽譜に書き取る。この過程で、サリエリはモーツァルトの優れた才能を受け入れる。モーツァルトはサリエリに友情を感謝し、サリエリはモーツァルトが知る限り最高の作曲家だと認める。
コンスタンツェが戻り、サリエリがレクイエムの楽譜を盗むのを防ごうと彼を追い出し、楽譜を封印する。サリエリが抗議する中、モーツァルトが過労で死に、2人とも衝撃を受ける。借金のため、モーツァルトは貧民墓地に埋葬される。
1823年に戻り、フォーグラー神父は老サリエリの告白に動揺し、赦しを与えることができない。サリエリは、神がモーツァルトを破壊し、サリエリにモーツァルトの栄光を少しでも分かち合わせないようにしたのだと結論づける。サリエリは病院の廊下を車椅子で運ばれながら、自分を凡庸な者の守護聖人と宣言し、モーツァルトの笑い声が響く中、他の患者たちの不完全さを赦すと大声で宣言する。

## 作品について
舞台版では再現不可能なプラハでのロケシーンや、オペラ『後宮からの誘拐』『フィガロの結婚』『ドン・ジョヴァンニ』『魔笛』のハイライト・シーンが挿入されるなど、映画版ならではの見どころも多い。劇中、本来ドイツ語によるオペラ『後宮からの誘拐』と『魔笛』は、脚本のピーター・シェーファー自身が訳した英語の訳詞によって歌われた。オペラの上演シーンの撮影に使われたプラハのスタヴォフスケー劇場（別名：エステート劇場、あるいはティル劇場。当時はノスティッツ劇場と呼ばれていた/英語版）は、実際にモーツァルト自身の指揮で『ドン・ジョヴァンニ』の初演が行われた劇場である。
モーツァルト役のトム・ハルスはピアノを猛特訓し、劇中の多くの場面で代役や吹替え無しでピアノを弾いている。指揮法についても、本作の音楽を担当したネヴィル・マリナー（指揮者）のトレーニングを受け、マリナーをして「たぶん彼が音楽映画の中で最もちゃんとした指揮をしていると思う」とまで言わしめた。なお、劇中の時代にはまだ現在のような指揮棒が無かった史実を反映して、指揮を行う場面は全て素手を振るう形で行われている。
サリエリ役のF・マーリー・エイブラハムは当初は小さな役でキャスティングされた。台本読みの段階で監督にたまたまサリエリの代役を任されたところ、その演技力の高さを示し主役に抜擢された。
モーツァルトの第一人者という事で参加を依頼されたマリナーは、「モーツァルトの原曲を変更しない事」を条件に音楽監修を引き受けた。しかし実際には『グラン・パルティータ』が抜粋で演奏され、ドイツ語のオペラは英訳され、仮面舞踏会の場面でモーツァルト作の軍歌「我は皇帝たらんもの」が歌詞無しで演奏されるなどの改変が行われている。なお、モーツァルトが皇帝に対して「ドイツの心はドイツ語で表現すべきです」「ドイツの心とは何か？」「それは愛です」と対話を交わしてドイツ語オペラ制作を実現するくだり（イタリア語オペラ全盛時代にあって強烈なドイツ民族主義から自国語オペラにこだわった史実は書簡に残されている）もあり、ここでオペラが突然ドイツ語で歌われると台詞が英語であることの矛盾が目立つため、いわばこの映画の中の世界では英語がドイツ語として扱われる体という舞台劇風な割り切りであるとも言える。
また、当時の演奏様式や史実に反する考証も見られる。『フィガロの結婚』の上演でステージに上がった登場人物の人数、オーケストラの第1ヴァイオリンの向かいに第2ヴァイオリンではなくチェロが来る現代的配置、トリルの付け方や音楽用語などである。ディレクターズカット版で復元された場面の一つ、サリエリの声楽レッスンの場面でジョルダーニの「カロ・ミオ・ベン」が歌われている。曲自体は1782年頃の成立とされ、バロック的な装飾を付けて歌われてもいるが、弾かれている編曲は19世紀末に出版されたものである。またレクイエムで、モーツァルトの死後つけられたはずの音符をベッド際で作曲しているシーンがある。加えて古来のモーツァルトの人間像を一変させるような性格付けがされているので、モーツァルト愛好家の多くがマリナーに抗議文を送り付けるという事態になった。
ヨーゼフ２世への初めての謁見で、アントニオ・サリエリがモーツァルトのために作曲した「歓迎の行進曲」を差し出すが、この挿話は架空。行進曲も存在しないし（作風がサリエリとまったく異なる）、それをコントルダンスへ変奏したという話も全くのフィクションである。
屋内撮影の数シーンに蝋燭の照明がメインに使われている。撮影監督のオンドリチェクは当初この撮影のため、『バリー・リンドン』での蝋燭照明のみによる撮影に用いられたツァイス製の衛星写真用レンズをスタンリー・キューブリックから借りようとしたが、断られた。そこで、蝋燭自体の光量を増すため芯が複数本有る蝋燭を特注して、撮影に臨んだ。余談だが『バリー・リンドン』を監督したキューブリックは、同年公開の『カッコーの巣の上で』で本作品の監督であるフォアマンにアカデミー監督賞を奪われている。
屋外ロケはほとんどが、中世以来の古い町並みが現存するチェコの首都プラハで行われており、屋内撮影もプラハの歴史的建造物が多く使われている。例として、完全版DVDに収録されている音声解説によると、劇中序盤で運ばれる途中のサリエリが目を向けた、舞踏会が行われている建物はフランスの大使館であり、サリエリが運び込まれた精神病院は、当時機密文書の保管庫として用いられていた古い建物で、実際に機密文書が収められていた2階は常にカーテンがかかって中の様子を伺うことが出来ないのが映像からも確認できる。

## スタッフ
- 監督：ミロス・フォアマン
- 原作・脚本：ピーター・シェーファー
- 音楽・指揮：サー・ネヴィル・マリナー
- 製作：ソウル・ゼインツ
- 撮影：ミロスラフ・オンドリチェク
- 振付：トワイラ・サープ
- プロダクション・デザイン：パトリツィア・フォン・ブランデンスタイン
- 老サリエリの特殊メイク：ディック・スミス

## キャスト
| 役名                                             | 俳優                         | 日本語吹替                                                                          |
| 役名                                             | 俳優                         | テレビ朝日版 （DC版追加録音部分）                                                   |
| ------------------------------------------------ | ---------------------------- | ----------------------------------------------------------------------------------- |
| アントニオ・サリエリ                             | F・マーリー・エイブラハム    | 日下武史 （水野龍司）                                                               |
| ヴォルフガング・アマデウス・モーツァルト         | トム・ハルス                 | 三ツ矢雄二                                                                          |
| コンスタンツェ・モーツァルト                     | エリザベス・ベリッジ         | 宮崎美子                                                                            |
| 皇帝ヨーゼフ2世                                  | ジェフリー・ジョーンズ       | 金内吉男 （木下浩之）                                                               |
| 国立劇場監督オルシーニ＝ローゼンベルク伯爵（de） | チャールズ・ケイ             | 羽佐間道夫                                                                          |
| ボンノ宮廷楽長                                   | パトリック・ハインズ         | 富田耕生                                                                            |
| 宮内長官フォン・ストラック伯爵                   | ロデリック・クック           | 嶋俊介                                                                              |
| ファン・スヴィーテン男爵                         | ジョナサン・ムーア           | 阪脩                                                                                |
| レオポルト・モーツァルト                         | ロイ・ドートリス             | 小林修 （浦山迅）                                                                   |
| フォーグラー神父                                 | リチャード・フランク         | 神谷和夫                                                                            |
| エマヌエル・シカネーダー                         | サイモン・キャロウ           | 池田勝                                                                              |
| コロレード大司教                                 | ニコラス・ケブロス           | 大木民夫                                                                            |
| カテリナ・カヴァリエリ（en）                     | クリスティーン・エバーソール | 小宮和枝                                                                            |
| ウェーバー夫人（en）                             | バーバラ・ブリン             | 京田尚子                                                                            |
| ロール                                           | シンシア・ニクソン           | 玉川紗己子                                                                          |
| サリエリの召使                                   | ヴィンセント・スキャヴェリ   |                                                                                     |
| パロディーオペラ中での騎士長                     | ケニー・ベイカー             |                                                                                     |
| ミハエル・シュルンベルグ                         | ケネス・マクミラン           |                                                                                     |
| その他                                           |                              | 西村知道 小関一 小島敏彦 北村弘一 田口昂 近藤高子                                   |
| 制作スタッフ                                     |                              |                                                                                     |
| 演出                                             |                              | 佐藤敏夫                                                                            |
| 翻訳                                             |                              | 額田やえ子 （小寺陽子）                                                             |
| 効果                                             |                              | 遠藤堯雄 桜井俊哉                                                                   |
| 調整                                             |                              | 丹波晴道                                                                            |
| 担当                                             |                              | 圓井一夫                                                                            |
| 制作                                             |                              | 東北新社                                                                            |
| 解説                                             |                              | 淀川長治                                                                            |
| 初回放送                                         |                              | 1986年10月12日 『日曜洋画劇場』 21:02-24:09 20周年特別企画 劇場公開版ノーカット放送 |

### 日本語吹替
- スペシャルコレクションLD-BOX版（※オーディオコメンタリーを吹き替えた物）
  - 納谷六朗（ミロス・フォアマン） / 納谷悟朗（ピーター・シェーファー）
  - 長らく廃盤となっていたが、2016年10月19日発売の「吹替の力」シリーズ『アマデウス 日本語吹替音声追加収録版ブルーレイ』収録の劇場公開版DVDに収録された。

※テレビ朝日版の吹き替え音声は2016年10月19日発売の「吹替の力」シリーズ『アマデウス 日本語吹替音声追加収録版ブルーレイ』には、ディレクターズ・カット版BDにはテレビ朝日版をベースに追加シーンを当時と同じキャストで追加録音したものが収録された。その際、サリエリ役の日下武史は療養中（翌年死去）のため水野龍司が、ヨーゼフ2世役の金内吉男とレオポルト役の小林修は故人のためそれぞれ木下浩之と浦山迅が追加録音分を担当した。劇場公開版DVDにテレビ朝日版とLD版のオーディオコメンタリの吹き替え音声が収録されているが、テレビ朝日版は一部音声が欠落しており更にサリエリの台詞の一部が追加録音分に差し替えられている。

## 評価
本作は批評家から絶賛されている。レビュー集約サイトRotten Tomatoesでは154件のレビューに基づき90%の支持率を獲得し、平均評価は8.9/10である。同サイトの総評は次のように述べている：「『アマデウス』は歴史的事実を自由に扱っているため一部の視聴者を苛立たせるかもしれないが、ミロシュ・フォアマンとピーター・シェーファーの創造的な融合は、天才と凡庸さの神聖かつ悪魔的な神話を生み出し、インスピレーションを受けたキャスティングとモーツァルトの魅惑的な音楽によって支えられている。」となっている。Metacriticでは、28人の批評家に基づく加重平均で100点満点中87点のスコアを獲得し、「普遍的な称賛」を示している。
ロジャー・イーバートは、4つ星満点中4つ星を与え、映画が「長年にわたり映画製作者が冒した最も危険な賭けの一つ」であると認めつつ、「そのアプローチに安っぽさや価値の低さは一切ない」と付け加え、最终的に「壮大で、優しく、面白く、魅力的な映画」と結論づけた。イーバートは後にこの映画を彼の「偉大な映画」リストに追加した。『ピープル』誌のピーター・トラヴァースは、「ハルスとエイブラハムは、挑発的かつ驚異的な成果を上げた映画で、二人揃っての勝利を収めている」と述べた。『ザ・ニュー・リパブリック』のスタンリー・カウフマンは、観るべき価値のある映画のリストに本作を挙げた。
一方、否定的なレビューとして、『バラエティ』のトッド・マッカーシーは、「優れた素材とテーマ、そして一流の才能が揃っているにもかかわらず」、舞台版が持っていた「威厳と力は映画化によって明らかに弱められた」と述べた。

## 受賞
本作は第57回アカデミー賞で11部門にノミネートされ、作品賞を含む8部門で受賞した。授賞式の最後に、ローレンス・オリヴィエが作品賞のプレゼンターとしてステージに上がった。オリヴィエはアカデミーに招待してくれたことへの謝辞を述べながら、すでに封筒を開けていた。ノミネート作品を発表する代わりに、彼はただ「受賞者は『アマデウス』です」と読み上げた。AMPASの職員がすぐにステージに上がり、受賞者を確認して万事順調であることを知らせ、その後オリヴィエはプロデューサーのソール・ゼインツに賞を授与した。オリヴィエ（78歳）は長年病気を患っており、軽度の認知症のためノミネート作品を読み忘れた。その後、ザエンツはオリヴィエに感謝の意を表し、賞を受け取ることができて光栄だと述べ、受賞スピーチでは他のノミネート作品４つについて言及した。モーリス・ジャールは『インドへの道』の音楽で作曲賞を受賞したが、受賞スピーチでは「今年はモーツァルトが受賞対象でなくて幸運だった」と述べた。
| 賞                             | カテゴリ                         | 候補者                                                                    | 結果       |
| ------------------------------ | -------------------------------- | ------------------------------------------------------------------------- | ---------- |
| アカデミー賞                   | 作品賞                           | ソール・ゼインツ                                                          | 受賞       |
| アカデミー賞                   | 監督賞                           | ミロシュ・フォアマン                                                      | 受賞       |
| アカデミー賞                   | 主演男優賞                       | F. マーリー・エイブラハム                                                 | 受賞       |
| アカデミー賞                   | 主演男優賞                       | トム・ハルス                                                              | ノミネート |
| アカデミー賞                   | 脚色賞                           | ピーター・シェーファー                                                    | 受賞       |
| アカデミー賞                   | 美術賞                           | パトリツィア・フォン・ブランデンシュタイン カレル・チェルニー             | 受賞       |
| アカデミー賞                   | 撮影賞                           | ミロスラフ・オンドリチェク                                                | ノミネート |
| アカデミー賞                   | 衣装デザイン賞                   | テオドール・ピシュテク                                                    | 受賞       |
| アカデミー賞                   | 編集賞                           | ネーナ・ダネヴィック マイケル・チャンドラー                               | ノミネート |
| アカデミー賞                   | メイクアップ賞                   | ディック・スミス ポール・ルブラン                                         | 受賞       |
| アカデミー賞                   | 録音賞                           | トム・スコット クリス・ニューマン マーク・バーガー トッド・ボークルヘイド | 受賞       |
| アメリカ映画編集者賞           | 長編映画編集賞                   | ネーナ・ダネヴィック マイケル・チャンドラー                               | 受賞       |
| アメリカ映画協会               | AFI の 100 周年記念…100 本の映画 | AFI の 100 周年記念…100 本の映画                                          | 53位       |
| 英国アカデミー賞               | 作品賞                           | ソール・ゼインツ ミロシュ・フォアマン                                     | ノミネート |
| 英国アカデミー賞               | 主演男優賞                       | F・マーリー・エイブラハム                                                 | ノミネート |
| 英国アカデミー賞               | 脚色賞                           | ピーター・シェーファー                                                    | ノミネート |
| 英国アカデミー賞               | 撮影賞                           | ミロスラフ・オンドリチェク                                                | 受賞       |
| 英国アカデミー賞               | 衣装デザイン賞                   | テオドール・ピシュテク                                                    | ノミネート |
| 英国アカデミー賞               | 編集賞                           | ネーナ・ダネヴィック マイケル・チャンドラー                               | 受賞       |
| 英国アカデミー賞               | メイクアップ賞                   | ポール・ルブラン ディック・スミス                                         | 受賞       |
| 英国アカデミー賞               | 美術賞                           | パトリツィア・フォン・ブランシュタイン                                    | ノミネート |
| 英国アカデミー賞               | 音響賞                           | ジョン・ナット クリス・ニューマン マーク・バーガー                        | 受賞       |
| 英国撮影監督協会賞             | 映画部門撮影賞                   | ミロスラフ・オンドリチェク                                                | ノミネート |
| セザール賞                     | 外国映画賞                       | 外国映画賞                                                                | 受賞       |
| 全米映画監督組合賞             | 映画部門監督賞                   | ミロシュ・フォアマン                                                      | 受賞       |
| ゴールデングローブ賞           | 作品賞（ドラマ部門）             | 作品賞（ドラマ部門）                                                      | 受賞       |
| ゴールデングローブ賞           | 主演男優賞（ドラマ部門）         | F. マーリー・エイブラハム                                                 | 受賞       |
| ゴールデングローブ賞           | 主演男優賞（ドラマ部門）         | トム・ハルス                                                              | ノミネート |
| ゴールデングローブ賞           | 助演男優賞                       | ジェフリー・ジョーンズ                                                    | ノミネート |
| ゴールデングローブ賞           | 監督賞                           | ミロシュ・フォアマン                                                      | 受賞       |
| ゴールデングローブ賞           | 脚本賞                           | ピーター・シェーファー                                                    | 受賞       |
| 日本アカデミー賞               | 外国作品賞                       | 外国作品賞                                                                | 受賞       |
| カンザスシティ映画批評家協会賞 | 主演男優賞                       | F. マーリー・エイブラハム                                                 | 受賞       |
| キネマ旬報ベスト・テン         | 外国映画ベスト・ワン             | ミロシュ・フォアマン                                                      | 受賞       |
| ロサンゼルス映画批評家協会賞   | 作品賞                           | 作品賞                                                                    | 受賞       |
| ロサンゼルス映画批評家協会賞   | 監督賞                           | ミロシュ・フォアマン                                                      | 受賞       |
| ロサンゼルス映画批評家協会賞   | 主演男優賞                       | F. マーリー・エイブラハム                                                 | 受賞       |
| ロサンゼルス映画批評家協会賞   | 脚本賞                           | ピーター・シェーファー                                                    | 受賞       |
| ロサンゼルス映画批評家協会賞   | 作曲賞                           | ヴォルフガング・アマデウス・モーツァルト                                  | 受賞       |
| ロバート賞                     | 外国映画賞                       | ミロシュ・フォアマン                                                      | 受賞       |